# غاريقون كاليفورني
غاريقون كاليفورني (الاسم العلمي: Agaricus californicus) هو نوع من الفطريات يتبع جنس الغاريقون من الفصيلة الغاريقونية.